# Земля Мэри Бэрд
Земля́ Мэ́ри Бэрд (англ. Marie Byrd Land) — часть территории Западной Антарктиды, лежащая на побережье тихоокеанского сектора Южного океана между шельфовым ледником Росса на востоке и Землёй Элсуорта на западе (примерно 103-м и 158-м градусами западной долготы). Толщина льда в среднем 1000—2000 м, местами до 4000 м. Основание ледникового покрова часто лежит ниже уровня моря. Высочайшая точка — Гора Сидли (4181 м). Земля Мэри Бэрд омывается морем Амундсена.
Земля получила своё название в 1929 году в честь жены Ричарда Бэрда. Части побережья носят названия Берега (Берег Сондерса, Берег Рупперта, Берег Хобса, Берег Бакутиса, Берег Уолгрина).
Расположенный в пределах Земли Мэри Бэрд пик Куперова (75°04′ ю.ш., 133°48′ з.д.) назван американскими исследователями по фамилии советского геофизика Леонида Петровича Куперова (1919—?).
После ликвидации в 1951 году территориальных претензий Японии в Антарктике (сектор от 80° западной долготы до 150° западной долготы) Земля Мэри Бэрд оказалась единственной «ничейной территорией» этого континента, то есть такой, которая не является объектом официальных притязаний ни одной из стран мира. США хотели сделать это, но не успели до 1959 года, когда был подписан Договор об Антарктике, бессрочно замораживающий претензии на любые земли южнее 60° южной широты.
Наиболее известные научно-исследовательские станции на территории Земли Мэри Бэрд — российская станция «Русская» и американская «Бэрд».

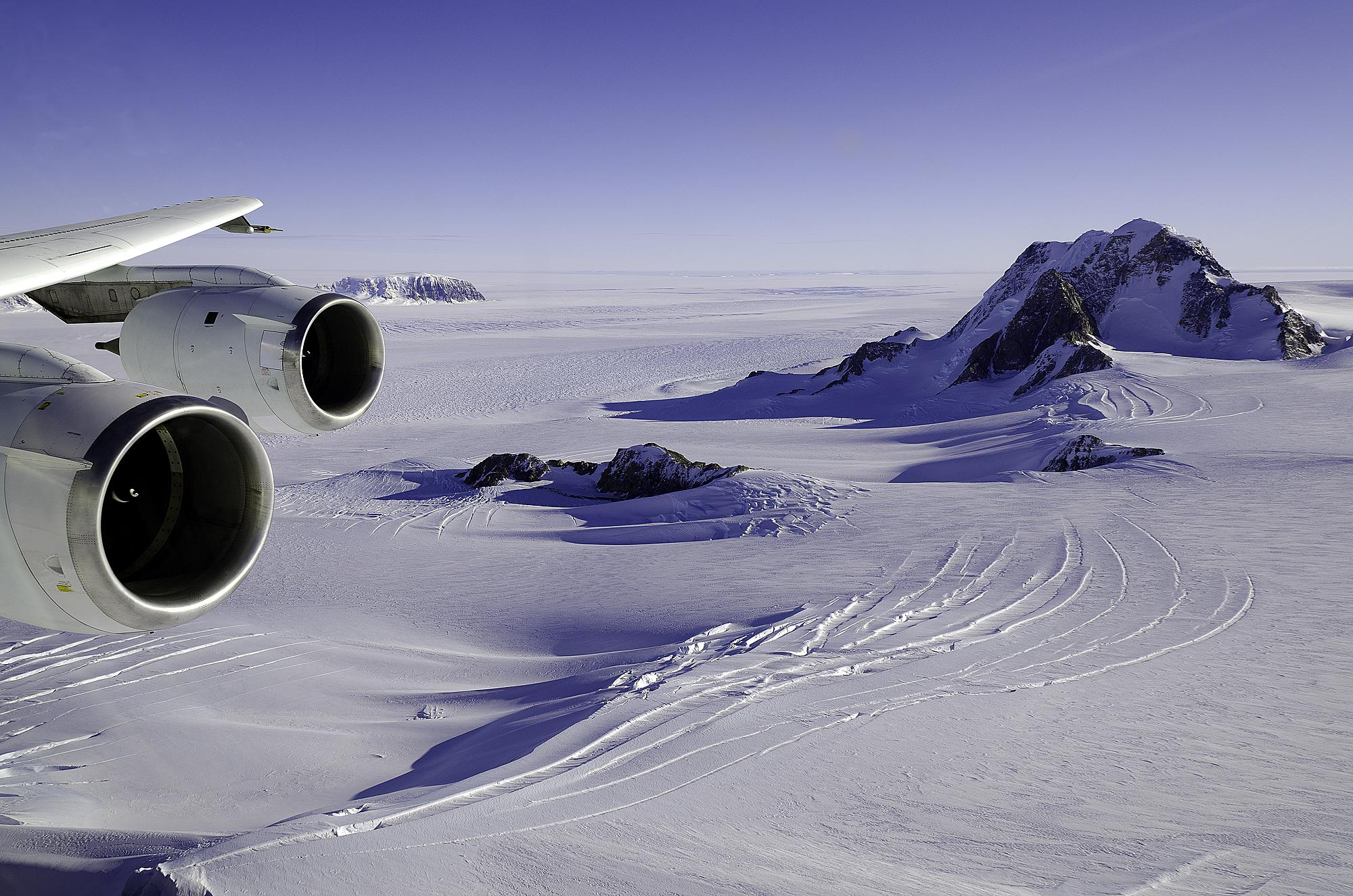
Ледники и скальные обнажения. Фотография времён операции «Ледяной мост» с самолета DC-8 17 октября 2011